# Владивосток (пароход)
«Владивосток» — товаро-пассажирский пароход Добровольного флота. Однотипный с пароходом «Камчатка», построенным на той же верфи. Стал пятым купленным для Доброфлота.

## Строительство
Пароход был заложен под строительным номером 160 на верфи Lobnitz, Coulburn & Co. («Лобниц, Кулборн и К°») в Ренфру в 1879 году. 6 января 1880 года капитан 2-го ранга С. Валицкий начал переговоры с верфью по выкупу парохода для Доброфлота. 25 января контракт был заключён, пароход с достройкой и оборудованием обошёлся в 25 500 фунтов стерлингов (235 762 рубля). В момент покупки на пароходе уже были установлены паровая машина с котлами. Позже на этой верфи Филиппеусом был заказан аналогичный пароход (строительный № 183), названный «Камчатка».
Пароход был назван именем города, где ему предназначалось работать — «Владивосток» и получил приписку к Петербургскому торговому порту под номером 116. Первым командиром назначен капитан-лейтенант П. Воронов, его помощниками назначены П. Качалов, лейтенант флота в отставке К. Готский-Данилович и поручик корпуса флотских штурманов Н. Максимов. На должности судовых механиков были назначены поручик корпуса инженеров-механиков флота И. Криницын и вольнонаёмный механик Н. Каликанов. Общая численность команды насчитывала 33 человека. 2 февраля 1880 года команда прибыла в Ренфру.
12 февраля 1880 года пароход был спущен на воду. Во время достройки были предусмотрены штатные места для орудий. После окончательного монтажа оборудования и установки мачт, с 17 числа начались испытания, во время которых пароход показал на мерной миле среднюю скорость в 12,04 узла. К 22 февраля все отделочные работы в каютах были завершены. После инспекции, пароход получил свидетельство первого класса Ллойда и бюро «Веритас». За углём «Владивосток» отправился в Кардифф.

## Конструкция
Пароход был сделан из железа и имел две мачты для парусов и одну дымовую трубу. Корпус, разделённый на три палубы, имел размеры 225 футов длины между перпендикулярами и 29 футов ширины. Машина типа «Компаунд» мощностью в 700 л. с. и другие механизмы были изготовлены на заводе при верфи Lobnitz, Coulbom & Co.
На «Владивосток» имелось три трюма, оборудованных паровыми грузовыми лебедками. Общая грузоподъёмность парохода составляла до 1000 тонн полезного груза, помимо запаса угля в бункерах. В среднем трюме располагался балластный танк водоизмещением 300 тонн.

## Служба
2 марта 1880 года «Владивосток» вышел из Кардиффа и взял курс на Одессу. Прибыв в пункт назначения 23 марта, пароход сразу же поставили под загрузку. Всего было погружено 532 тонны груза, и 5 апреля «Владивосток», вслед за «Москвой» и «Петербургом» отправился на Тихий океан. 10 мая пароход зашёл в Сингапур, а 24 мая прибыл в Нагасаки, где пришлось законопатить давшую течь палубу. Приняв 70 тонн груза и пассажиров, 27 мая пароход отправился в Дуэ. Пополнив в Дуэ запаса угля, пароход 17 июня доставил груз в Николаевск (ныне Николаевск-на-Амуре). Далее отправился во Владивосток, куда прибыл 24 июня, к новому месту приписки. В первый же год «Владивосток» приступил к доставке продукции с Сахалина и Камчатки на материк. Всего за год пароходами Доброфлота было перевезено товаров на полтора миллиона рублей.
С 14 ноября 1880 года по 15 января 1881 года, в связи с обострением отношений с Цинской империей, «Владивосток» был вооружён двумя 107-мм орудиями и находился в составе отряда судов Тихого океана вице-адмирала С. С. Лесовского как плавучий госпиталь, после чего разоружён и возвращён Добровольному флоту.

Владивосток, 1880-е года

В 1881 году «Владивосток» совершил рейс по маршруту Николаевск — Одесса — Николаевск и доставил на Дальний Восток товар московских купцов. 1881—1885 годах, в тёплое время года, ходил по каботажной линии между Владивостоком и Николаевском доставляя военные и иные грузы, а в зимой совершал рейсы между китайскими и японскими портами. В 1883 году совершил рейс из Владивостока в Петропавловск. Осенью 1885 года вновь отправился в Одессу, где в зиму на него были установлены котлы, изготовленные товариществом Беллино-Фендерих. В 1886 году с товарами вернулся на Тихий океан, где также начал выполнять регулярные рейсы между Владивостоком и портами Камчатки в Охотском море, субсидируемые правительством.
В апреле — мае 1887 года «Владивосток» ходил в Охотском море. 17 мая, совершая свой рейс на Сахалин, у мыса Крильон был замечен наскочивший на рифы пароход «Кострома». С «Владивостока» оказали помощь и взяли на борт людей и часть груза, после чего доставил их в Александровский пост. Далее пароход был поставлен в ремонт в связи с поломкой.
В ноябре 1889 года «Владивосток» был привлечён к поиску пропавшей шхуны «Крейсерок», которая вышла на охрану острова Тюлений и не вернулась. Но поиски успеха не принесли. В XVI главе книги А. П. Чехова «Остров Сахалин» описывается прибытие «Владивостока» в Александровск 19 октября 1889 года: «… на пароходе Добровольного флота „Владивосток“ прибыло 300 женщин свободного состояния, подростков и детей. Плыли они из Владивостока трое-четверо суток на холоде, без горячей пищи… Пароход пришёл поздно ночью, пассажиров выгружали с 12 до 02 часов ночи. Женщин и детей заперли на пристани… вещи пассажиров свалили в беспорядке и без охраны».

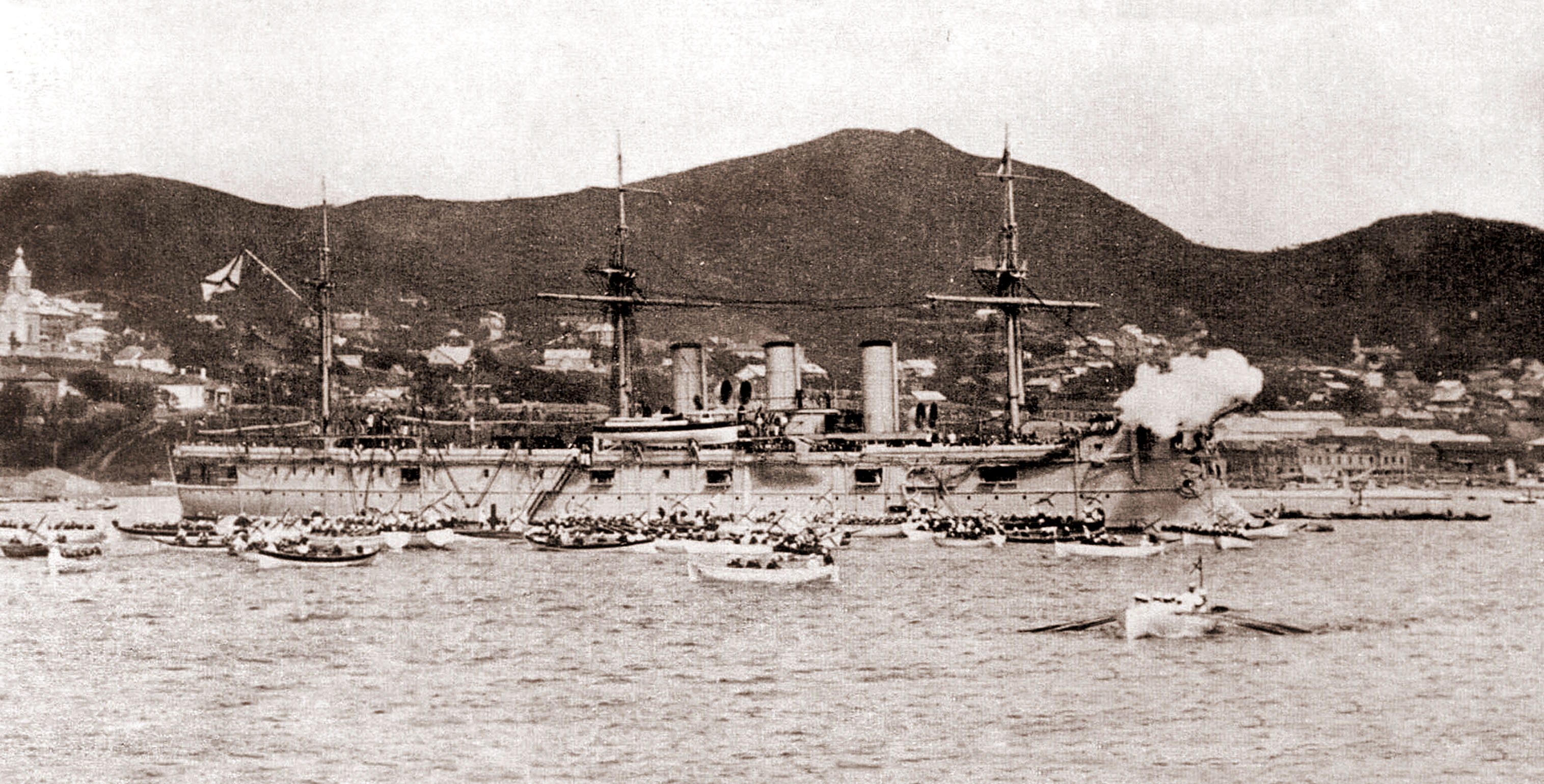
Прибытие цесаревича на крейсере «Память Азова» во Владивосток

Весной 1891 года пароход «Владивосток» сопровождал крейсер «Память Азова» с цесаревичем Николаем Александровичем во время его пребывания на Дальнем Востоке и визита в Японию и Китай.

### Крушение
1 июня 1893 года «Владивосток» под командованием лейтенанта С. А. Андреева вышел в рейс Владивосток — Николаевск. На борту находились 701 человек (386 уволенных в запас нижних чинов, 114 их жён и 138 детей, а также 18 других пассажиров и 45 членов экипажа) и 508 тонн груза. 4 июня, двигаясь в густом тумане при сильной зыби, наскочил на камни. Во время этого крушения люди не пострадали, и командир распорядился послать вельбот и четвёрку оценить ситуацию и найти место, пригодное для высадки. Осмотр показал, что пароход сел почти на половину длины корпуса, с глубиною за кормою в 8 сажень и 10 футами под носом. Подошедшие первыми к месту крушения два ороча-рыболова сообщили, что до Императорской Гавани (ныне Советская Гавань) остаётся около 12 миль, и что пароход сел на камни Сивуч, а рядом располагающийся мыс называется Святого Николая. Далее С. А. Андреев организовал своз женщин и детей на берег, а орочан упросил доставить в Де-Кастри известие о крушении. После чего начал переправу нижних чинов. Также на берег были переправлены провизия, багаж и всё, что было по силам спасти из груза. На берегу был устроен лагерь из доставленных с парохода брезента, леса парусов и прочего. Признав полное бедственное положение к 10 часам ночи, С. А. Андреев забрал вахтенный журнал, грузовые документы и кассу, после чего последним переправился на берег. Утром 5 июня вернулись орочи, и к месту крушения прибыл француз-лесопромышленник Моару, который предложил 125 пудов муки для приготовления свежего хлеба.
В ночь с 6 на 7 июня пароход от разыгравшегося шторма получил сильные повреждения корпуса и был опрокинут на правый борт. Утром командир приказал свозить с парохода на берег всё, что было возможно, и организовать на берегу насыпь из камней, которая могла бы служить пристанью для посадки людей, когда за ними придёт пароход. Утром 8 числа из Императорской Гавани пришла шхуна-пароход «Байкал» купца Шевелева. К 12 часам на «Байкал» поднялись все пассажиры «Владивостока», и, час спустя, шхуна отправилась к Александровскому посту (ныне Александровск-Сахалинский). Команда осталась в устроенном на берегу лагере. 19 июня в Императорскую Гавань на транспорте «Алеут» прибыли следователь по делу крушения и агент Добровольного флота. 1 июля «Байкал» забрал с места крушения команду «Владивостока», которая до этого времени продолжала спасать груз и имущество компании. Разбившийся пароход, уже значительно потрёпанный стихией — корма погрузилась по планширь, иллюминаторы в рубке выбиты, входные люки разломаны и смыты волной, трюмы и машина залиты, а вода свободно перекатывалась через борт — был оставлен под охраной старшины орочан. 5 октября 1893 года корпус переломился и двумя частями ушёл под воду.
Военно-морской суд признал лейтенанта Андреева невиновным в этом происшествии, так как пароход был снесён на роковые камни течением, ранее не обозначенным в лоции, да и сама карта, имевшаяся в распоряжении командира парохода имела ряд существенных неточностей, что привело к склонению курса до 10—15 миль по долготе, а сплошной туман не позволял точно определить своё место положение и различить береговую черту. Также было учтено, что во время крушения ни один человек ни пострадал, а распорядительность помогла в кратчайшие сроки устроить временный лагерь на берегу, да к тому же с каменной насыпью для облегчения посадки пассажиров. Со стороны Добровольного флота С. А. Андреев был также освобождён от всякой ответственности в связи с крушением парохода, а остаточную стоимость парохода в размере 136 089 рублей и стоимость погибшего груза в размере 4695 рублей приняли за счёт компании.
В 1897 году разломленный корпус был продан за 1000 рублей японской компании на слом. На линиях «Владивосток» был заменён пароходом «Хабаровск».